# Michele Baggio
Michele Baggio (ur. 19 maja 1976) – włoski siatkarz występujący obecnie w Serie A, w drużynie Sempre Volley Padwa. Gra na pozycji rozgrywającego. Mierzy 194 cm.

## Kariera
- 1995–1996  Pallavolo Noventa
- 1996–1997  Pablo Neruda
- 1997–1998  Pallavolo Noventa
- 1998–1999  Inattivo
- 1999–2000  Volley Villafranca
- 2000–2001  Piove di Sacco
- 2001–2002  TMB Monselice
- 2002–2003  Volley Bolzano
- 2003–2006  Cib Unigas
- 2006-  Sempre Volley Padwa